# Stilobezzia antennalis
Stilobezzia antennalis är en tvåvingeart som först beskrevs av Daniel William Coquillett 1901.  Stilobezzia antennalis ingår i släktet Stilobezzia och familjen svidknott. Inga underarter finns listade i Catalogue of Life.